# Dipòsit digital cooperatiu
Un dipòsit o repositori digital cooperatiu és un arxiu on s'emmagatzemen recursos digitals de manera que siguin accessibles a través d'Internet. Els dipòsits cooperatius són aquells que estan integrats per informació i documents de diverses institucions que comparteixen d'aquesta manera la informació i el coneixement que generen.
Hi ha dos elements que estan modificant la configuració de la informació que produeixen les institucions. Per una banda, Internet i els nous canals de comunicació estan potenciant un canvi en els sistemes d'investigació i aprenentatge alhora que estan transformant els sistemes de comunicació científica emprats i per l'altra, les institucions, els organismes i les biblioteques acadèmiques estan potenciant la creació, la gestió i la publicació digital a text complet i d'accés obert a Internet.
Els dipòsits electrònics cooperatius volen facilitar la introducció de documents a la xarxa contribuint així al moviment d'accés obert. Visualitzen i faciliten la cerca i recuperació de documents tot i crear un mecanisme de preservació de documents i assegurar així l'accés a llarg termini als resultats d'investigacions. Augmenten la visibilitat dels autors de cada institució i ofereixen a la comunitat científica una plataforma de publicació dels seus treballs

## Tipus de dipòsits digitals[1]
- Repositoris institucionals: Creats per les mateixes institucions per dipositar, usar i preservar la producció científica i acadèmica que generen. Són d'accés obert (OA) per considerar-ne que el coneixement generat per la institució és un bé que ha d'estar disponible per a tota la societat.

- Repositoris temàtics: Creats per un grup d'investigadors, estan integrats per documents relacionats amb una àrea del coneixement.

- Repositoris de dades: Emmagatzemen, conserven i comparteixen dades de recerca.

## Programari dels dipòsits digitals cooperatius
La tendència mundial és implementar els dipòsits institucionals amb programari lliure. Són molts els avantatges que aquest tipus de programari ha aportat als dipòsits però, sens dubte, la principal ha estat l'adaptabilitat, ja que ha permès realitzar millores que han apropat els programes als requisits establerts per a cadascun d'ells. A banda de l'adaptabilitat i dels costos, els dipòsits també s'han beneficiat d'altres avantatges del programari lliure, com l'escrutini públic, ja que el codi està sotmès a un procés de revisió que aporta dinamisme a la correcció d'errors, o la independència del proveïdor, fet que garanteix la continuïtat teòrica del programari. Les comunitats internacionals que donen suport als programes en què es basen els dipòsits (comunitats DSpace, OJS, ETD-main, etc.) són importants (per la quantitat d'institucions implicades, pel volum d'usuaris, etc.), la qual cosa ja en si mateixa és una garantia de continuïtat.

## Els dipòsits digitals de la BDC

### Antecedents dels dipòsits digitals cooperatius
Entre 1998 i 1999 es va crear la Biblioteca Digital de Catalunya (BDC) que es defineix com el conjunt d'informació electrònica contractada pel Consorci de Serveis Universitaris de Catalunya, CSUC (antigament anomenat Consorci de Biblioteques Universitàries Catalanes, CBUC).
L'any 1999 la Generalitat de Catalunya va crear el Pla estratègic per a la societat de la informació a Catalunya. Dins d'aquest marc, les universitats van fer diferents propostes per avançar vers la societat de la informació, entre elles, la creació d'un dipòsit digital a text complet de les tesis doctorals llegides a les universitats (TDX).
Un dels inconvenients amb els quals van topar a l'hora de posar en funcionament aquest primer dipòsit cooperatiu, no van ser tant els temes tècnics, ja que per implementar el dipòsit de tesis universitàries es va fer servir el programari de codi lliure ETD, sinó el fet de convèncer la comunitat universitària de la conveniència d'oferir les tesis en obert.
Pel que fa a les revistes, l'any 1998 el CBUC ja tenia una base de dades de sumaris electrònics als quals només va caler afegir els articles a text complet. Així, el 2001, es va publicar la primera revista a text complet, mitjançant el repositori RACO. Tot i que inicialment no es va encertar en el programari, l'any 2004 es va escollir el programa OJS per al seu desenvolupament.
L'any 2001 es va fer un seguiment de la bibliografia professional i l'any 2004 es va seleccionar el programa DSpace per crear el dipòsit sobre literatura grisa d'investigació (tret de les tesis).
Posteriorment, l'any 2005, es va crear el dipòsit per a imatges i objectes digitals (MDC) i l'any 2007 es van iniciar les tasques de gestió i creació d'un dipòsit de material docent (MDX).

### Característiques comunes dels dipòsits de la BDC
- Tots els dipòsits són en accés obert i compleixen el protocol d'interoperabilitat de l'Open Archives Initiative[6]

- Usen metadades Dublin Core
- Tots estan integrats de documents o objectes provinents del treball cooperatiu.
- Quatre del cinc dipòsits estan desenvolupats amb programari lliure.

### Aspectes legals
Existeixen dos aspectes legals que afecten directament als dipòsits digitals. Per una banda, el plagi, i per altra, els dret d'autor. Pel que fa a aquest segon, els drets d'autor, per a cada dipòsit de BDC s'ha encarregat un informe jurídic que estudia i que estableix la manera de sol·licitar el permís necessari als autors per publicar els seus treballs en un dipòsit.

### Dipòsits digitals de la CBDC
Els dipòsits cooperatius a Catalunya estan coordinats pel CBUC i pel Centre de Supercomputació de Catalunya (CESCA)

#### RACO (Revistes Catalanes amb Accés Obert)[7]
Repositori d'articles a text complet de revistes científiques, culturals i erudites catalanes amb la finalitat d'augmentar la visibilitat i la consulta de les revistes i difondre la producció científica catalana. L'accés als articles a text complet és gratuït. Hi participen 78 institucions. Està integrada per 500 revistes amb 216.000 articles, dels quals 194.670, a text complet.
Els seus objectius són impulsar l'edició electrònica de les revistes catalanes, permetre la consulta de totes les revistes i ser un mitjà de preservació.
Utilitza el programari lliure Open Journal Systems (OJS), que permet fer cerques per autor, títol, matèria o institució editora de la revista, a més de poder consultar la citació bibliogràfica de cada article, les estadístiques de visites, etc.
Utilitza el protocol d'interoperabilitat de l'Open Archives Initiative (OAI), per la qual cosa incrementa la visibilitat dels articles publicats a les revistes que incorpora pel fet d'oferir-los també en altres repositoris internacionals.
Pel que fa als aspectes legals, la distribució, reproducció, comunicació o modificació parcial o total estarà subjecte a les condicions d'ús establertes per cada revista. En alguns casos pot requerir el consentiment exprés i escrit de l'autor i/o institució editora.

#### Recercat. Dipòsit de Recerca de Catalunya[9]
Dipòsit institucional cooperatiu d'articles científics de les universitats catalanes i centres de recerca de Catalunya. Conté més de 70.000 documents, entre articles (22795) treballs d'investigació, final de carrera o de màster (18782), projectes finals de carrera (1470) i ponències a congressos (9258)
La principal finalitat és fer visible la investigació científica de Catalunya.
La consulta als documents és d'accés obert i permet fer cerques a text complet per diferents ítems (autor, data de publicació, llengua, matèria..). A més, es poden consultar les estadístiques de consulta, exportar la bibliografia i permet subscriure’s al servei d'alertes.
Per preservar els documents, a més de fer còpies de seguretat diàries, cada document té un identificador únic permanent basat en el sistema Handle
Des dels seus inicis funciona amb el programari de codi obert DSpace.
Pel que fa als drets d'autor, tots els documents estan subjectes a la llicencia Creative Commons de Reconeixements no comercial sense obra derivada, que estableix que es permet copiar i distribuir l'obra sempre que se’n citi l'autoria així com la institució a la qual pertany i no se’n faci ús comercial ni obra derivada.

#### TDX (Tesis Doctorals en Xarxa)[10]
Dipòsit digital cooperatiu que conté, en format digital, tesis doctorals llegides a les universitats de Catalunya i altres comunitats autònomes. La consulta és d'accés lliure i permet realitzar cerques en el text complet per diferents ítems (autor, data, títol, paraules claus...). Actualment, conté 19509 tesis dipositades de les universitats que hi participen.
Pretén difondre a través d'internet els resultats de la recerca universitària, al mateix temps que ofereix als autors de les tesis visibilitat dels seus treballs afavorint l'edició electrònica en obert de la producció científica pròpia. Va néixer fruit del conveni La Universitat Digital de Catalunya.
Des del 2007 s'ha està duent a terme la digitalització de les tesis de les quals només es conserva l'original en paper de manera que s'han reconvertit més 1400 tesis.
LA preservació de les tesis s'està duent a terme a través del programari LOCKSS i des de l'any 2011 TDX participa en el programa MataArchive, fet que ha permès a aquest dipòsit està dins d'una de les iniciatives pioneres en el món en aquest àmbit.
Les tesis estan descrites amb metadades Dublin Core i segueixen el protocol d'interoperabilitat OAI-PMH (Open Archives Initiative Protocol for Metadata Harvesting), fet que augmenta la seva visibilitat en oferir-se conjuntament amb altres dipòsits. De manera que es poden consultar 56386 tesis no dipositades, però sí consultables.
Els dret d'autor de les tesis estan protegits a través d'una declaració en la qual es determinen els drets que se cedeixen i els que no. Normalment les tesis estan subjectes a llicències Creative Commons

#### MDC (Memòria Digital de Catalunya)[12]
Dipòsit digital on es poden consultar revistes catalanes antigues, fotografies, mapes, cartells, ex-libris... relacionats amb Catalunya. La missió principal d'aquest dipòsit és augmentar la visibilitat el patrimoni català. Per fer-ho s'ha impulsat la digitalització del patrimoni català, es permet la consulta d'aquest patrimoni i es facilita la preservació. Actualment conté més de 3 milions de documents. Aquest dipòsit està obert a la col·laboració dels arxius i biblioteques de Catalunya que desitgin difondre les seves col·leccions relacionades amb Catalunya i el seu patrimoni.
Es prioritza la digitalització de materials gràfics singulars o excepcionals. La digitalització la duen a terme les pròpies institucions seguint els paràmetres indicats en els Estàndards de digitalització: requeriments mínims
Pel que fa als Drets d'autor, els documents són propietat de la institució i, per tant, qualsevol reproducció, modificació i comercialització necessita el consentiment exprés d'aquestes

#### MDX (Materials Docents en Xarxa)[14]
Dipòsit que conté materials i recursos digitals resultants de l'activitat docent. Va començar a funcionar l'any 2009. Pretén facilitar la gestió dels documents docents produïts a les universitats, alhora que hi facilita l'accés permanent. D'aquesta manera, s'ofereix al personal docent on dipositar els recursos i materials perquè puguin ser consultats amb posterioritat de manera senzilla, ràpida i permanent
Aquest dipòsit funciona amb el programari de codi lliure DSpace i utilitza el protocol d'interoperabilitat de l'Open Archives Initiative (OAI) fet que permet augmentar la visibilitat en oferir-se els recursos conjuntament amb altres repositoris internacionals.